# Kolačkov
Kolačkov es un municipio del distrito de Stará Ľubovňa en la región de Prešov, Eslovaquia, con una población estimada a final del año 2024 de 1281 habitantes.
Se encuentra ubicado al noroeste de la región, cerca del río Poprad (cuenca hidrográfica del río Vístula) y de la frontera con  Polonia.

## Demografía
| Año        | 1994 | 2004     | 2014     | 2024    |
| ---------- | ---- | -------- | -------- | ------- |
| Población  | 940  | 1043     | 1296     | 1281    |
| Diferencia |      | +10,95 % | +24,25 % | −1,15 % |

| Año        | 2023 | 2024    |
| ---------- | ---- | ------- |
| Población  | 1271 | 1281    |
| Diferencia |      | +0,78 % |